# Сакское озеро
 Са́кское о́зеро (укр. Сакське озеро, крымскотат. Saq gölü, Сакъ голю) — солёное озеро на территории городского округа Саки (Сакского горсовета), расположенное у города Саки. Площадь — 9,7 км². Тип общей минерализации — солёное. Происхождение — лиманное. Группа гидрологического режима — бессточное. Геологическая хронология детально установлена Академиком АН СССР А. Г. Ферсманом.

## География

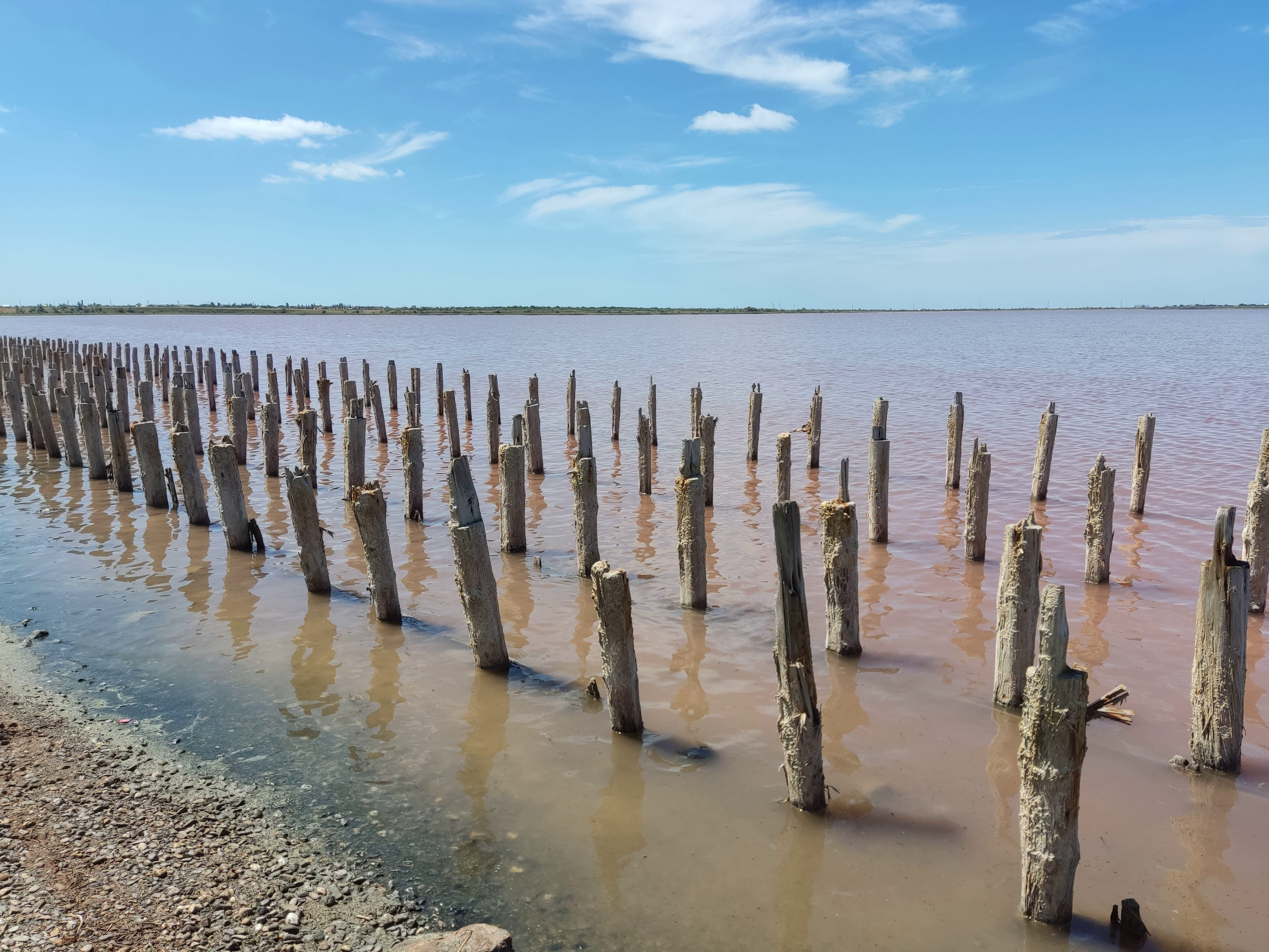
Западный бассейн

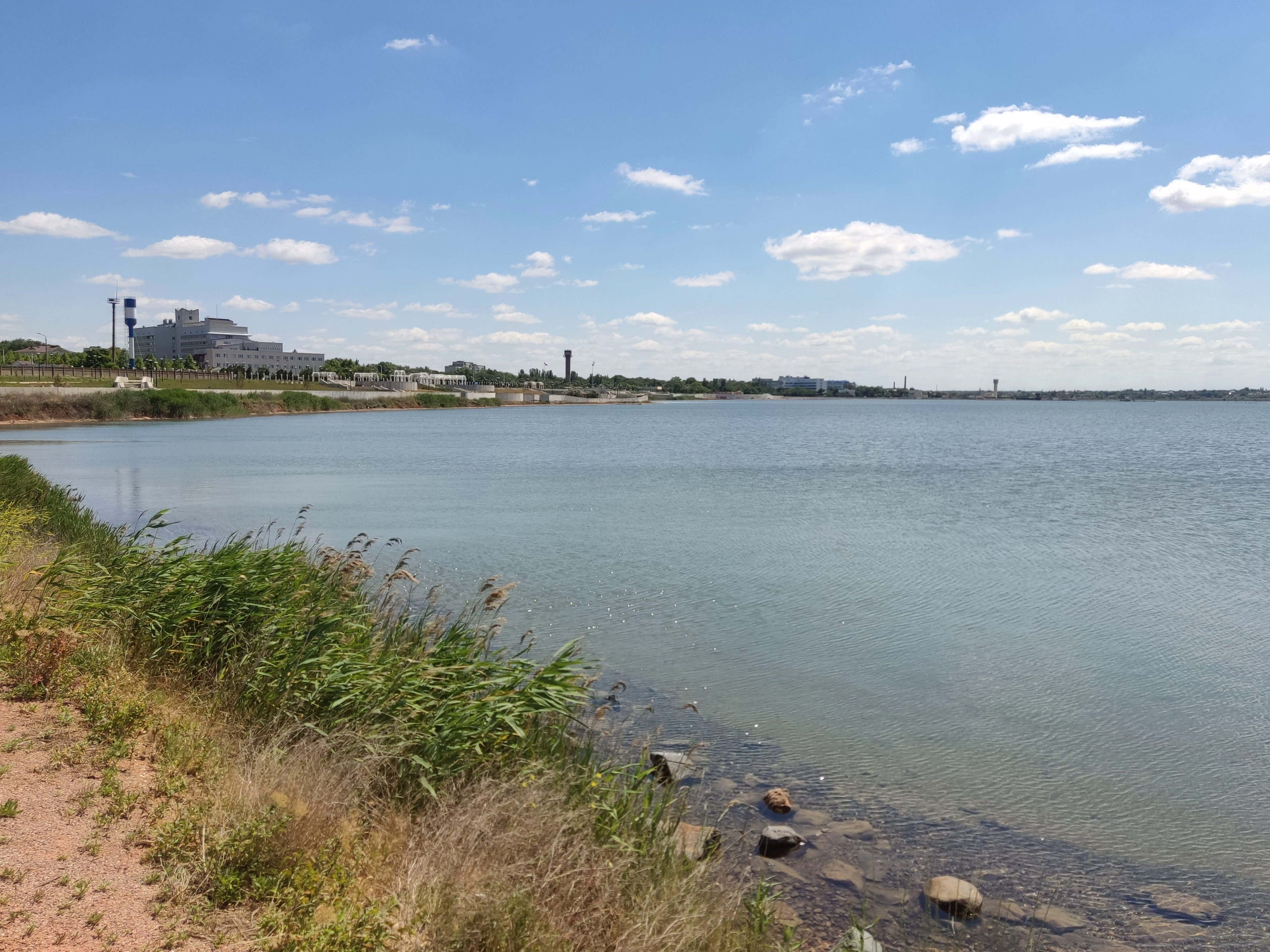
Восточный бассейн

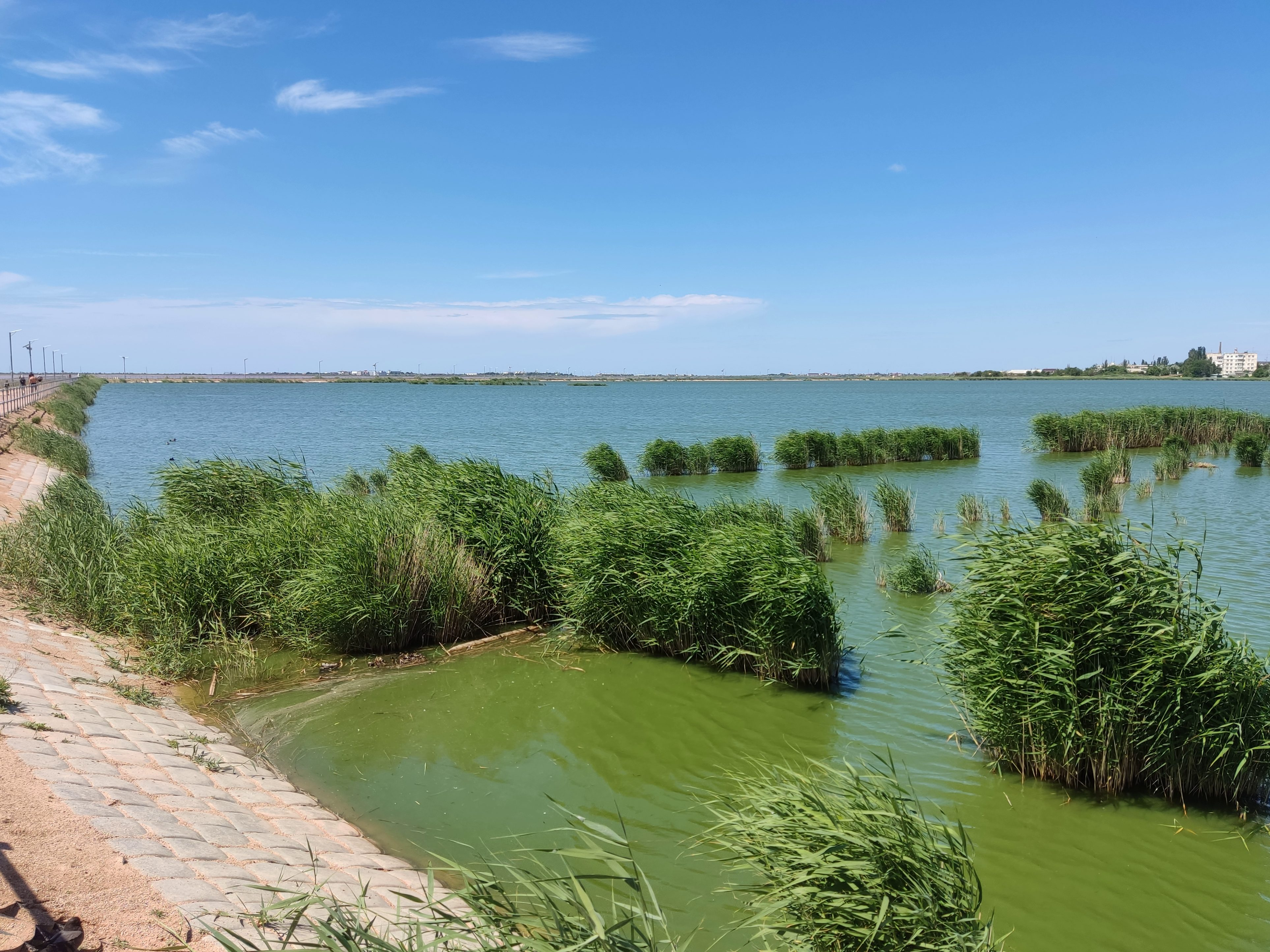
Водоём Ковш

Входит в Евпаторийскую группу озёр. Вокруг озера расположены город Саки, сёла Владимировка, Орехово и Михайловка, неподалёку — Новофёдоровка, Прибрежное и Чеботарка. Длина — 5,5 км. Ширина средняя — 1,6 км, наибольшая — 3 км. Глубина средняя — 0,6 м, наибольшая — 1,52 м. Высота над уровнем моря: −0,7 м (водоёмы сырьевой базы и грязелечения), 0,4 м (Тобе-Чокрак), 1,1 м (Михайловское). Используется для рекреации (для бальнеологических целей) и промышленности (сырьевая база содового завода). В 1893 году озеро было разделено на западную и восточную части: сырьевая база и рекреационная зона. Озеро разделено дамбами и перемычками. Отделён от Чёрного моря перешейком.
Каналы: 1) на перешейке между озером и Чёрным морем, для водно-регуляторной деятельности в.—сырьевая база; 2) с запада озеро обходит канал, соединяющий озеро с озером Сасык; 3) в 1934 году был построен 9-км канал, соединяющий в.—грязелечебница и море, для поступления морской воды.
Сейчас озеро состоит из 7 водоёмов: Восточный бассейн (лечебный) — используется в настоящее время для добычи лечебной грязи и рапы (покровной воды), средняя минерализация 150—170 г/л; Западный бассейн (лечебный) — резервный, законсервированные запасы лечебной грязи, средняя минерализация 170—300 г/л; Михайловский бассейн — пресный водоем, выполняет роль приёмника грунтовых и паводковых вод для защиты лечебных бассейнов от подтопления; Буферный бассейн — разделяет Восточный лечебный и Михайловский водоемы, служит приёмником отработанной лечебной грязи и рапы после процедур в санаториях курорта Саки; каскад бассейнов Чокрак — Ковш — Накопитель (Испаритель) служат приёмником поверхностных сточных вод с прилегающих жилых массивов.
На дне залегает толща донных отложений: илистые чёрные в верхнем слое, затем серые и стально-серые, иногда с голубоватым оттенком. Высшая водная растительность развивается успешно лишь в опреснённых верховьях озёр и у выходов маломинерализованных подземных вод. Озеро зарастает водной растительностью преимущественно на опреснённых участках — в лагунах у пересыпей, в устьях впадающих балок, в зоне выходов подземных вод. Тут интенсивно развиваются различные водоросли, вплоть до цветения воды. В некоторые годы водоросли придают летом озёрной рапе красноватый (розовый) или зеленоватый оттенок.
Среднегодовое количество осадков — около 400 мм. Питание: смешанное — поверхностные и подземные воды Причерноморского артезианского бассейна, морские фильтрационные воды.
На прилегающих к озеру балках устроены дамбы и запруды, предохраняющие его от опреснения паводковыми и ливневыми водами. По каналу в озеро насосами подается морская вода; это предотвращает высыхание озера, так как влаги испаряется из него почти втрое больше, чем выпадает осадков. В период комплексного изучения Сакского озера, в 30-х годах, профессором С. Л. Щукаревым впервые был научно обоснован режим его питания и эксплуатации. В 50-х годах профессор А. И. Бунеев разработал рациональный гидрологический режим лечебного озера.

## Хозяйственное значения

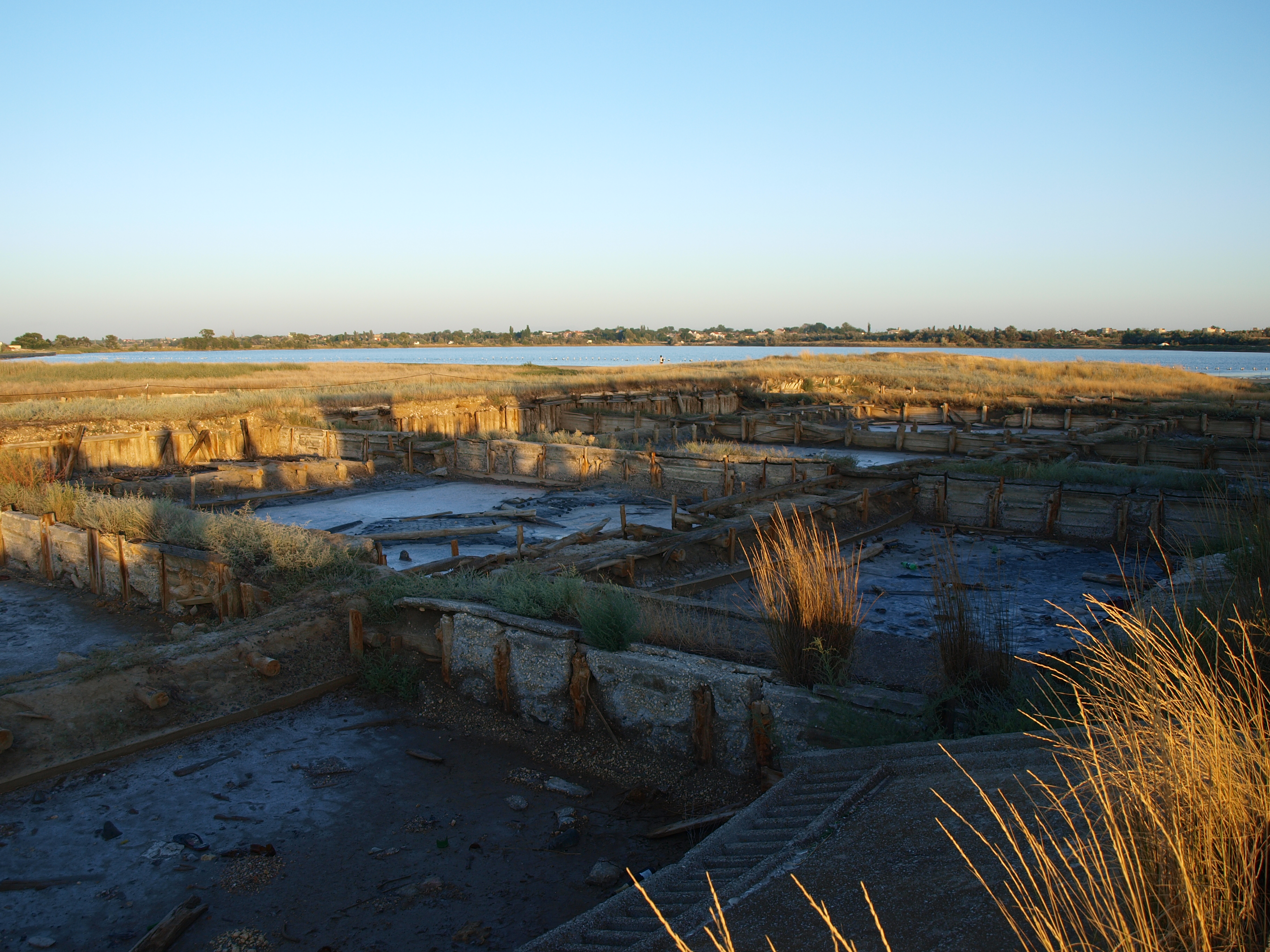
Отстойник использованной лечебной грязи

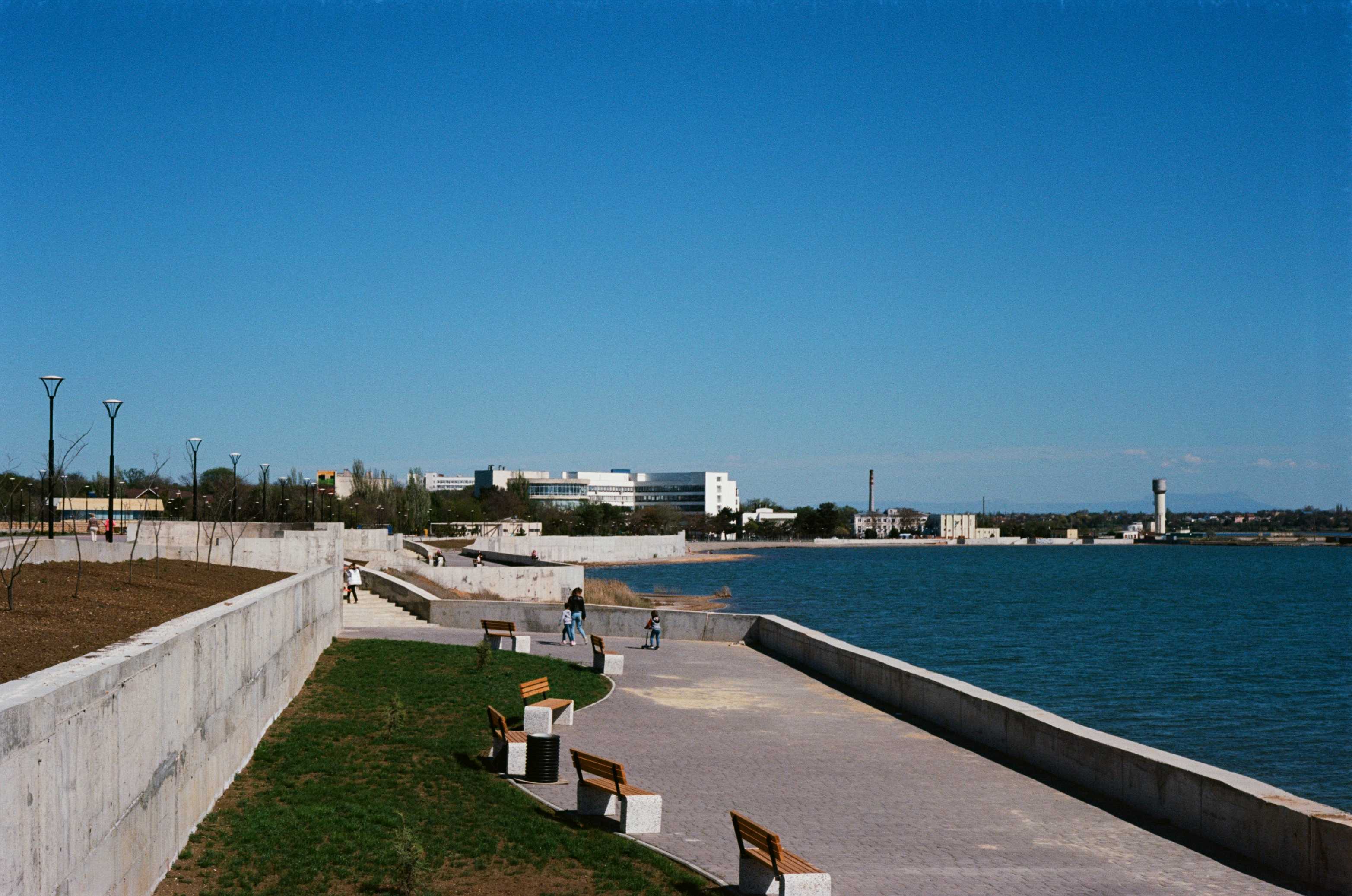
Берег Сакского озера с набережной, 2021 год

Грязи (иловые сульфидные приморского типа) на части озера отнесены к категории лечебных и по этому озеро является местом рекреации. Является одним из 14 грязевых месторождений Крыма, имеющих утвержденные Советом Министров УССР зоны санитарной охраны. Согласно постановлению Кабинета Министров Украины от 11.12.1996 года № 1499 «Об утверждении перечня водных ресурсов, относящихся к категории лечебных», является одним из 13 грязевых месторождений Крыма признанных лечебными. Одно из трёх озёр Крыма, с утвержденными технологическими схемами разработки месторождений: часть грязей используется для рекреации, а часть законсервирована.

## Экология
За последние 20 лет в районе Сакского озера и города Саки сложились неблагоприятные гидрогеологические и гидрологические условия. Развивающаяся хозяйственная деятельность — распашка, бурение скважин, а особенно орошение прилегающих к озеру земель вызвали подъём уровня грунтовых вод, что вызывает опреснение рапы, создаёт угрозу подтопления лечебных и жилых зданий курорта, гибели растений курортного парка.
Специальная комиссия, созданная при Крымском обкоме Компартии Украины, разработала рекомендации по исправлению создавшегося положения. Согласно этим рекомендациям на курорте произведен капитальный ремонт гидротехнических сооружений, в районе месторождения грязи определены зоны строгой санитарной охраны. Поставлен также вопрос о выводе Сакского химического завода (на данный момент банкрот и заброшен) за пределы города. Для снижения уровня грунтовых вод строится дренажно-ливневая система. Эти меры позволят предотвратить деградацию целебного ила озера, спасти древесные насаждения курортного парка.
В 2021 году была реорганизована дамба с системой трубопроводов с целью очистки озера Тобе-Чокрак от последствий загрязнения стоками канализации города Саки, также была создана бетонная набережная для туристической привлекательности.